# Cino (Grecia)

Mapa de la zona de Grecia central donde se ubican algunas de las principales ciudades de la antigua Lócride. Cino se ubicaba en la costa de la parte oriental.

Cino (en griego, Κύνος) es un antiguo asentamiento con hallazgos de la Edad del Bronce y primera Edad del Hierro, que se descubrió en las afueras de la ciudad de Livanates, en Grecia central. El yacimiento costero, que mira al Estrecho de Euripo y la cercana isla de Eubea se ha identificado como la antigua ciudad de Cino.

## Historia
La antigua ciudad ya era mencionada en el Catálogo de naves homérico como una ciudad de Lócrida Opuntia. Se convirtió en el puerto de Opunte, ciudad de la que distaba unos sesenta estadios —aproximadamente once kilómetros— según Estrabón. La tradición consideraba Cino como el lugar donde había vivido Deucalión y donde se encontraba la tumba de Pirra, personajes de mitología griega.
Se atribuía a colonos procedentes de Cino la fundación de una ciudad en Eólida llamada Canas, situada frente a la isla de Lesbos. Cino fue uno de los lugares que sufrió la destrucción provocada por un tsunami que tuvo lugar después de un terremoto en el año 426 a. C. En el año 207 a. C., en el marco de la primera guerra macedónica, Cino, que aparece definida como un emporio de Opunte, fue el lugar donde se dirigió la flota de Publio Sulpicio Galba Máximo tras fracasar en su ataque contra Calcis.

## Arqueología

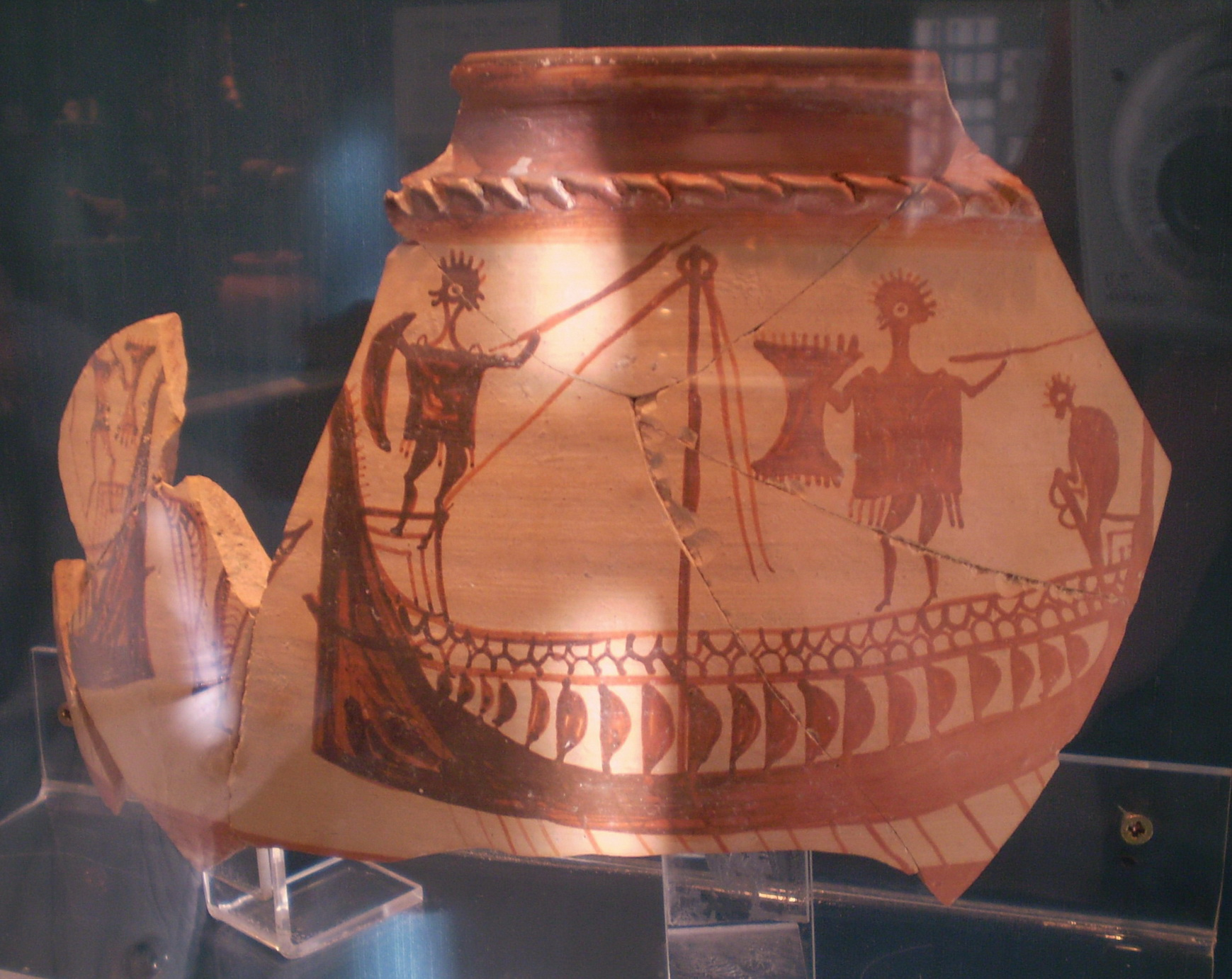
Escena naval representada en una pieza de cerámica hallada en Cino, perteneciente al periodo Heládico Tardío IIIC, expuesta en el Museo Arqueológico de Atalanti.

El yacimiento arqueológico se excavó entre 1985 y 1995 por el 14º Eforado de Antigüedades Prehistóricas y Clásicas de Lamía. Se haya junto a una antigua torre (πύργος en griego) y por eso se lo conoce como Pirgos Livanaton (‘Torre de Livanates’). 
Los hallazgos en el yacimiento muestran que el lugar estuvo habitado permanentemente entre la Edad del Bronce (desde aproximadamente 3000-2800 a. C.) y el periodo bizantino temprano (siglo V o VI). Entre los restos, destacan los que pertenecen a la época de la Edad del Bronce tardía, en torno al siglo XII a. C. El asentamiento sufrió una destrucción a mediados del siglo XII a. C., por la acción de un terremoto, y otro a fines de ese mismo siglo, donde se aprecian huellas de destrucción por el fuego que también pudo haber sido causado por un terremoto. Las murallas pertenecen al periodo helenístico.